# Proteïna d'emmagatzematge
Les proteïnes d'emmagatzematge serveixen com a reserves biològiques de ions metàl·lics i aminoàcids, utilitzats pels organismes. Es troben a les llavors de les plantes, la clara d'ou i la llet.
La ferritina és un exemple de proteïna d'emmagatzematge que emmagatzema ferro. El ferro és un component de l'hemo, que està contingut en la proteïna de transport, l'hemoglobina i en els citocroms.
Els aminoàcids de les proteïnes d'emmagatzematge s'utilitzen en el desenvolupament embrionari d'animals o plantes. Dues proteïnes d'emmagatzematge d'aminoàcids en animals són la caseïna i l'ovoalbúmina.
Les llavors, particularment de plantes lleguminoses, contenen altes concentracions de proteïnes d'emmagatzematge. Fins a un 25 % del pes sec de la llavor pot estar compost de proteïnes d'emmagatzematge. La proteïna d'emmagatzematge més coneguda del blat és la prolamina gliadina, un component del gluten.